# 绝对连续
在数学中，绝对连续是一个光滑性质，比连续和一致连续都要严格。函数的绝对连续和测度的绝对连续都有定义。

## 函数的绝对连续

### 定义
设(X, d)为一个度量空间，并设I为实直线R上的区间。函数f : I → X在I上绝对连续，如果对于每一个正数{\displaystyle \varepsilon }，都存在一个正数{\displaystyle \delta }，使得当I的两两不交的子区间[xk, yk]的（有限或无限）序列满足
{\displaystyle \sum _{k}|y_{k}-x_{k}|<\delta }
时，就有：
{\displaystyle \sum _{k}d\left(f(y_{k}),f(x_{k})\right)<\varepsilon .}
所有从I到X的绝对连续函数的集合记为AC(I; X)。
一个进一步的推广是曲线f : I → X的空间ACp(I; X)，使得：
{\displaystyle d\left(f(s),f(t)\right)\leq \int _{s}^{t}m(\tau )\,\mathrm {d} \tau }，对于所有的{\displaystyle [s,t]\subseteq I}
对于Lp空间Lp(I; R)中的某个m。

### 性质
- 两个绝对连续函数的和与差也是绝对连续的。

- 如果两个函数是定义在一个有界的闭区间上，那么它们的乘积也是绝对连续的。

- 如果一个绝对连续的函数处处不为零，那么它的倒数也是绝对连续的。

- 每一个绝对连续的函数都是一致连续和连续的。每一个利普希茨连续的函数都是绝对连续的。

- 如果f : [a,b] → X是绝对连续的，那么它在[a,b]内是有界变差函数。

- 如果f : [a,b] → R是绝对连续的，那么它便具有卢津N性质。也就是说，对于任何{\displaystyle L\subseteq [a,b]}使得{\displaystyle \lambda (L)=0}，都有{\displaystyle \lambda (f(L))=0}，其中{\displaystyle \lambda }表示R上的勒贝格测度。

- 如果f : I → R是绝对连续的，那么f几乎处处具有导数，导数是勒贝格可积的，且其积分等于f的增量。

- f : I → R是绝对连续的，当且仅当它是连续和有界变差，且具有卢津N性质。

## 测度的绝对连续
如果μ和ν是相同测度空间上的测度，那么我们称μ关于ν绝对连续，如果对于每一个满足ν(A) = 0的集合A都有μ(A) = 0，记为“μ ≪ ν”。用符号来表示，就是：
{\displaystyle \mu \ll \nu \iff \left(\nu (A)=0\implies \mu (A)=0\right).}
测度的绝对连续是自反和传递的，但不是反对称的，因此它是一个预序关系，而不是偏序关系。如果μ ≪ ν且ν ≪ μ，那么测度μ和ν称为等价的。
如果μ是带号测度或复测度，那么我们称μ关于ν绝对连续，如果它的变差|μ|满足|μ| ≪ ν；等价地，如果每一个满足ν(A) = 0的集合A都是μ-零测集。
拉东-尼科迪姆定理说明，如果μ关于ν绝对连续，且ν是σ-有限测度的，那么μ便具有一个关于ν的密度，或“拉东-尼科迪姆导数”，这意味着存在一个ν-可测函数f，在[0, +∞)内取值，记为f = dμ⁄dν，使得对于任何ν-可测集A，都有：
{\displaystyle \mu (A)=\int _{A}f\,\mathrm {d} \nu .}
在大部分应用中，如果我们只说n维欧几里得空间Rn上的测度是绝对连续的，而不具体说明它是关于哪一个测度绝对连续的，那么通常就意味着是关于勒贝格测度绝对连续的。由于Rn关于勒贝格测度是σ-有限的，因此Rn上的绝对连续测度正好是具有密度的测度；特别地，绝对连续的概率测度正好是具有概率密度函数的测度。

## 两个绝对连续的概念之间的关系
实直线的波莱尔子集上的测度μ关于勒贝格测度绝对连续，当且仅当点函数
{\displaystyle F(x)=\mu ((-\infty ,x])}
是一个局部绝对连续的实函数。也就是说，一个函数是局部绝对连续的，当且仅当它的分布 (数学)|分布导数是一个测度，关于勒贝格测度绝对连续。

## 奇异测度
通过勒贝格分解定理，每一个测度都可以分解成一个绝对连续测度与一个奇异测度的和。关于非（绝对连续）的测度，参见奇异测度。

## 例子
以下的函数是处处连续的，但不是绝对连续的：
- 康托尔函数；
- 含有原点的有限区间内的函数

{\displaystyle f(x)={\begin{cases}0,&{\mbox{if }}x=0\\x\sin(1/x),&{\mbox{if }}x\neq 0\end{cases}}}；
- 无界区间内的函数ƒ(x) = x2。